# بني سريع (خولان)

تعديل مصدري - تعديل

بني سريع هي إحدى قرى عزلة بني شداد بمديرية خولان التابعة لمحافظة صنعاء، بلغ تعداد سكانها 364 نسمة حسب تعداد اليمن لعام 2004.